# مانييانبولا راجو
مانييانبولا راجو هو منتج أفلام وممثل هندي، ولد في 19 أبريل 1955 بثيروفانانثابورام في الهند.

## وصلات خارجية
- مانييانبولا راجو على موقع IMDb (الإنجليزية)
- مانييانبولا راجو على موقع قاعدة بيانات الفيلم (الإنجليزية)